# لیست مدل
لیست مدل (به انگلیسی: Lisette Model)‏ (۱۰ نوامبر ۱۹۰۱ – ۳۰ مارس ۱۹۸۳) عکاس اهل ایالات متحده آمریکا بود.
او موفق به دریافت جایزهٔ کمک‌هزینه گوگنهایم شد.